# Ярцов, Аникита Сергеевич
Аники́та Сергее́вич Я́рцов (Ярцев) ( [17] августа 1736, Екатеринбург, Российская империя — 2 [14] августа 1819, Новоселье, Вышневолоцкий уезд, Тверская губерния, Российская империя) — русский деятель горнозаводской промышленности, директор высшего Петербургского горного училища, главный начальник Канцелярии Главного заводов правления в 1797—1802 годах, действительный статский советник.

## Биография
Родился в семье верхотурского дворянина, чиновника Канцелярии Главного уральских заводов правления Ярцова Сергея Феоктистовича.
После окончания Екатеринбургской горной школы первым из екатеринбуржцев поступил в Московский университет (окончил в 1762 году). Для поступления в университет он на один год убавил себе возраст, так как по указу о зачислении предельный возраст был 20 лет, а Ярцову шел уже 21-й. Так, 1737 год остался во всех личных документах, а затем и во всех статьях, посвященных А. С. Ярцову.
В 1762—1764 годах возглавлял заводское хозяйство генерал-прокурора Сената А. И. Глебова в Вятской губернии. Командовал строительством Климковского и Холуницкого заводов, выбрал место строительства Чернохолуницкого завода.
В 1771 году, с присвоением чина бергмейстера, назначен на Олонецкие горные заводы. С 1772 по 1782 год возглавлял казённый Александровский пушечный завод. А. С. Ярцов лично спланировал и начал застройку центра Петрозаводской слободы, будущей столицы Олонецкой губернии, располагавшейся вдоль рек Неглинки и Лососинки. Аникита Ярцов спланировал и выстроил центр города — Круглую (Циркульную) площадь и главные улицы.
В 1782 году назначен горным советником Санкт-Петербургской казённой палаты. В 1783—1784 годах — директор высшего Петербургского горного училища.
В 1785 году назначен вице-губернатором Владимирской губернии.
Первым из екатеринбуржцев Аникита Ярцов достиг генеральского чина (по гражданской табели).
В апреле 1797 года Аникита Сергеевич Ярцов прибыл в Пермь, где принял от Экспедиции горных дел руководство уральскими заводами, заняв должность главного начальника возрождённой императором Павлом I Канцелярии Главного заводов правления. В мае Аникита Сергеевич прибыл в Екатеринбург, откуда вплоть до марта 1802 года и руководил деятельностью восстановленной организации. С 1799 года руководил Горным советом Уральских заводов (1799—1802). В Уральский период организовал строительство Нижнеисетского завода под Екатеринбургом и реорганизовал золотодобывающую отрасль, добившись многократного увеличения добычи золота.
Уральский историк Н. С. Корепанов называл А. С. Ярцова «последним горным командиром, державшимся традиций Вильгельма де Геннина и Василия Татищева» и отмечал, что он был очень системным человеком, делавшим всё в своей деятельности поэтапно.
Состоял членом особого комитета по подготовке проекта Горного положения (1804—1806).
В 1807—1819 годах А. С. Ярцовым была написана 8-томная «Российская горная историю» (сохранившаяся в рукописи). Материалы для её написания Ярцов начал целенаправленно собирать в 1797 году по поручению президента Берг-коллегии М. Ф. Соймонова.
С именем А. С. Ярцова связано внедрение в металлургическое производство ряда новшеств — вагранок, поршневых воздуходувных печей, приборов для измерения прочности чугуна.
С 1805 и до своей смерти в 1819 году жил в имении жены в сельце Новоселье Кузнецовской волости Вышневолоцкого уезда Тверской губернии (сейчас — поселок Сосновка Великооктябрьского сельского поселения Фировского района Тверской области). Здание имения не сохранилось (сожгли в начале 1930-х годов). Сохранились здания, входившие в состав имения — домовой церкви (построена в 1807 году) и молочни. Аникита Сергеевич погребен в семейном некрополе Ярцовых-Львовых на приходском кладбище Посонского погоста (сейчас — церковь села Покровское Фировского района Тверской области). Надгробный памятник сохранился. На памятнике из розового гранита выбит следующий текст — «Помяни мя Господи во царствии твоем. Здесь покоится прах Действ. Стат. Советника Аникиты Сергеевича Ярцова. Род. 6 августа 1737 г. в г. Барнауле, в Сибири. Сконч. 2 августа 1819 г. в сел. Новоселье».

## Награды
За свои достижения был неоднократно награждён:
- 1784 — орден Святого Владимира 4 степени;
- 1794 — орден Святого Владимира 3 степени;
- 1798 — орден Святой Анны 2 степени.

## Горная династия Ярцовых
Братья А. С. Ярцова:
- Николай Сергеевич Ярцов (1745—?), с 1756 года служил пробирным учеником в Екатеринбургской лаборатории, с 1758 — в Московской горной конторе, унтер-шихтмейстер (1760), с 1773 — берг-гешворен при добыче руд на Олонецких заводах, в 1775 — гиттенфервалтер, с 1776 по 1781 — маркшейдер в канцелярии Олонецких заводов, с 1782 — маркшейдер в Липецкой заводской конторе, затем служил в Счётной экспедиции Канцелярии главного заводов правления (1797—1781), обер-бергмейстер в отставке (1801).
- Семён Сергеевич Ярцов (1744—?), с 20.04.1760 служил пробирным учеником в Берг-коллегии, с 1773 года — в Александровской и Петрозаводской конторах Олонецких горных заводов, в 13.04.1798—03.07.1801 годах служил управляющим Каменского завода на Урале[9].
- Пётр Сергеевич Ярцов (1759—1814) — унтер-шихтмейстер (1778), шихтмейстер (1780) Петрозаводской заводской конторы. Умер 06 января 1814 года от чахотки, погребен на приходском кладбище Посонского погоста (сейчас — церковь села Покровское Фировского района Тверской области).

Жена Аникиты Сергеевича Ярцова — Надежда Александровна (урожденная Львова, 1747—1822 гг. — родная сестра известного Российского архитектора, музыканта и литератора Николая Александровича Львова,1753-1803 гг.). Погребена в семейном некрополе Ярцовых-Львовых на приходском кладбище Посонского погоста (сейчас — церковь села Покровское Фировского района Тверской области). Надгробный памятник сохранился. На памятнике из розового гранита выбит следующий текст — «Со святыми упокой, Христе, душу рабы твоей. Здесь покоится прах супруги Действ. Стат. Совет. Надежды Александровны
Ярцовой урожден. Львовой. Род. 25 ноября 1747 г. Скон. 14 августа 1822 г. в сел. Новоселье».
Дети Аникиты Сергеевича Ярцова:
- Александр Аникитич Ярцов (примерно 1770—1792), каптенармус Лейб-гвардии Преображенского полка.
- Любовь Аникитична Ярцова (1777—1777), младенец, родилась 08 августа 1777 года, умерла 29 сентября 1777 года и погребена в городе Петрозаводск.
- Павел Аникитич Ярцов (1781—1843). Родился 25 мая 1781 года в городе Петрозаводск. Принимал участие в Отечественной войне 1812 года, входил в состав офицеров (майор) 2-го Пешего Казачьего полка Тверского ополчения. В период 1819-1821годы Вышневолоцкий (город Вышний Волочек, Тверской губернии) уездный судья, майор. В период январь — июль 1819 года временно исполнял должность Городничего города Вышнего Волочка. Женат не был, детей не было. Умер 29 марта 1843 года, погребен в семейном некрополе Ярцовых-Львовых на приходском кладбище Посонского погоста (сейчас — церковь села Покровское Фировского района Тверской области). Надгробный памятник сохранился.
- Сергей Аникитич Ярцов (1782—1832), майор. Родился в 1782 году городе Петрозаводск, жил в усадьбе Михалево (имение жены) Осташковского уезда Тверской губернии. Жена — Ельчанинова Наталья Михайловна (1796—1875), дети — Прасковья (1815 г.р.), Вера (1819 г.р.), Михаил (1822—1870), Надежда (1824 г.р.), Любовь (1826—1827), Мария (1830—1844). Сергей Аникитич умер 08 марта 1832 года, погребен на приходском кладбище села Коша (в приход которого входило сельцо Михалево) Осташковского уезда (сейчас — Селижаровского района Тверской области).
- Николай Аникитич Ярцов (1787—1854), родился 23 мая 1787 года в городе Владимир. Принимал участие в Отечественной войне 1812 года, входил в состав офицеров (поручик) 2-го Пешего Казачьего полка Тверского ополчения. Капитан, служил в Департаменте горных и соляных дел. Женат не был, детей не было. Умер 28 декабря 1854 года, погребен в семейном некрополе Ярцовых-Львовых на приходском кладбище Посонского погоста (сейчас — церковь села Покровское Фировского района Тверской области). Надгробный памятник сохранился.
- Любовь Аникитична Ярцова (1794—1876), родилась 17 января 1794 года в городе Владимир. Детская писательница. Замужем не была, детей не было. Умерла 11 декабря 1876 года в Санкт-Петербурге, погребена в семейном некрополе Ярцовых-Львовых на приходском кладбище Посонского погоста (сейчас — церковь села Покровское Фировского района Тверской области). Надгробный памятник сохранился.

Сын С. С. Ярцова:
- Сергей Семёнович Ярцов (1785—?), с 1802 года служил надзирателем в Каменском заводе на Урале, с 1812 — на Берёзовском заводе, в 1835—1838 годах служил старшим смотрителем по добыче и промывке золотых песков в округе Златоустовских заводов в чине маркшейдера 9 класса.

Дочь Аникиты Сергеевича Ярцова — Любовь Аникитишна Ярцова (1794—1876) — русская писательница и переводчица, лауреат Демидовской премии.
Троюродный брат Аникиты — Осип Федорович Ярцов (1739—1777/88), канцелярист в Монетной экспедиции в Екатеринбурге, отец Осипа Осиповича Ярцова (1770—1806), столоначальника Пермской казенной палаты и личного секретаря Аникиты Сергеевича, и дед Януария Осиповича Ярцова (1794—1861), действительного члена Петербургской академии наук.

## Труды А. С. Ярцова
- Начертание горных уральских заводов (1802)
- Опытное рассуждение о вредных и полезных расположениях горнозаводских в Урале (1804)
- Российская горная история (7 частей в 11 томах (1807—1819))
- Записка о землетрясениях на Среднем Урале в XVIII в.

## Опубликованные труды
- Российская горная история. Уральская часть : книга первая / А. С. Ярцов ; С.-Петерб. горн. ун-т, Гос. арх. Свердл. обл., Музей истории Екатеринбурга; [гл. ред. А. Казакова; рук. проекта И. Короткова; сост.: А. Казакова, Н. Корепанов; науч. ред., авт. ист. и археогр. предисл., ист. коммент. Н. Корепанов]. — Екатеринбург :
- Российская горная история. Уральская часть : книга вторая / А. С. Ярцов ; С.-Петерб. горн. ун-т, Гос. арх. Свердл. обл., Музей истории Екатеринбурга; [науч. ред. Н. Корепанов] — Екатеринбург :
- Российская горная история. Уральская часть : книга третья [рукопись 1812—1813 гг.] / А. С. Ярцов ; Санкт-Петербургский горный университет, Государственный архив Свердловской области, Музей истории Екатеринбурга; [научный редактор Н. Корепанов]. — Екатеринбург :
- Российская горная история. Уральская часть : книга четвёртая : [рукопись 1814—1815 гг.] / А. С. Ярцов ; Санкт-Петербургский горный университет, Государственный архив Свердловской области, Музей истории Екатеринбурга; [научный редактор Н. Корепанов]. — Екатеринбург :
- Российская горная история. Колыванская часть (Алтай) : [рукопись 1814—1815 гг.] : [т. 5] / А. С. Ярцов ; Институт истории и археологии Уральского отделения Российской академии наук, Санкт-Петербургский горный университет, [научный редактор Н. Корепанов]. — Екатеринбург :
- Российская горная история / А. С. Ярцов ; Санкт-Петербургский горный университет [и др.]. — Екатеринбург : Издат. дом Баско, 2022. — Т. 6: Нерчинская часть : рукопись 1816 г. — 264, [7] с., [15] л. цв. ил. : табл.; ISBN 978-5-604-66438-4.

## Память
23 мая 2023 года на фасаде здания Уральского государственного колледжа им. И. И. Ползунова (угол ул. Воеводина и пр. Ленина) открыта мемориальная доска: «Каменное двухэтажное здание Горной и золотосплавочной лаборатории выстроено в 1799—1800 гг. по распоряжению главного горного начальника Ярцова Аникиты Сергеевича (1736—1819). Впоследствии перестраивалось. С 1879 г. здесь размещалось Уральского горное училище».